# Stadio Artemio Franchi (Siena)
Lo stadio Artemio Franchi è il principale impianto sportivo di Siena, costruito nel 1923. Dal punto di vista calcistico, ospita le gare casalinghe del Siena, principale squadra cittadina.
Dal 12 settembre 2007 al dicembre 2013 l'impianto ha aggiunto alla propria denominazione ufficiale l'appellativo Montepaschi Arena, a seguito di un accordo di sponsorizzazione stipulato con l'istituto di credito Monte dei Paschi di Siena; lo stadio fu così il secondo in Italia (dopo lo Stadio Giglio di Reggio Emilia) a incorporare uno sponsor nella propria denominazione.

## Storia
La struttura venne inaugurata l'8 dicembre 1938 con un'amichevole contro l'Empoli e venne intitolato a Rino Daus. Inizialmente venne costruita solo la tribuna coperta e solo nel 1955 venne aggiunta la tribuna scoperta, mentre nel 1969-1970 furono montati i riflettori per l'illuminazione. Successivamente, fu denominato Del Rastrello, per poi essere intitolato ad Artemio Franchi. Ha dovuto subire un adeguamento coerentemente con le prescrizioni del regolamento degli stadi ammessi dalla Lega Calcio alla Serie A e nei lavori di ristrutturazione vennero realizzate nuove tribune, servizi igienici e postazioni aggiuntive per giornalisti e disabili. La capienza è stata portata da 10 560 agli attuali 15 373 posti.

## Dati tecnici
- Capienza totale: 15 377
- Tribuna Danilo Nannini (coperta): 1 500
- Gradinata Paolo De Luca: 4 081
- Curva Lorenzo Guasparri: 4 700
- Curva Vittorio Beneforti: 2 000
- Settore ospiti: 3 000
- Tribuna stampa: 75
- Tribuna disabili: 41

## Eventi

### Calcio

#### Incontri della nazionale italiana
Lo stadio Artemio Franchi di Siena è stato sede di un incontro amichevole della nazionale di calcio dell'Italia, disputato il 17 ottobre 2007 contro il Sudafrica e terminato con il punteggio di 2-0 in favore degli Azzurri.